# Cleonardo appendiculatus
Cleonardo appendiculatus is een vlokreeftensoort uit de familie van de Eusiridae. De wetenschappelijke naam van de soort is voor het eerst geldig gepubliceerd in 1879 door Sars.